# Ligne Tanimachi
La ligne Tanimachi (谷町線, Tanimachi-sen) est une ligne du métro d'Osaka au Japon. Elle relie la station de Dainichi à celle de Yaominami. Sur les cartes, sa couleur est violette et est identifiée avec la lettre T.

## Histoire
La ligne est inaugurée le 24 mars 1967 entre Higashi-Umeda et Tanimachi Yonchōme sous le nom de ligne 2 du métro d'Osaka. Le 17 décembre 1968, la ligne est prolongée au sud vers Tennoji avant d'être renommée ligne Tanimachi l'année suivante.
Le 8 avril 1970, une explosion au gaz lors de la construction de la gare de Tenjinbashisuji 6-chome fit 79 morts et 420 blessés.
Le 29 mai 1974, la section Higashi-Umeda - Miyakojima ouvre. La ligne est ensuite prolongée à Moriguchi le 6 avril 1977, à Yaominami le 27 novembre 1980 et à Dainichu le 8 février 1983.
Depuis le 1er avril 2018, la ligne n'est plus exploitée par le Bureau municipal des transports d'Osaka mais par la compagnie privée Osaka Metro.

## Caractéristiques techniques

### Ligne
- Écartement : 1 435 mm
- Alimentation : 750 V par troisième rail
- Vitesse maximale : 70 km/h

### Tracé
Longue de 28,1 km, la ligne Tanimachi est la plus étendue du réseau. Elle part de la ville de Moriguchi, puis elle traverse Osaka du nord au sud en passant par les arrondissements d'Asahi, Miyakojima, Kita, Chūō, Tennōji, Abeno, Higashisumiyoshi et Hirano, pour finalement desservir la ville de Yao.

### Liste des stations
La ligne comporte 26 stations, identifiées de T11 à T36.
| Numéro | Station                  | Nom japonais       | Distance (km) | Correspondances | Ville            | Ville     |
| ------ | ------------------------ | ------------------ | ------------- | --- | ---------------- | --------- |
| T11    | Dainichi                 | 大日               | 0             | Monorail d'Osaka : ligne principale | Moriguchi        | Moriguchi |
| T12    | Moriguchi                | 守口               | 1,8           | | Moriguchi        | Moriguchi |
| T13    | Taishibashi-Imaichi      | 太子橋今市         | 3,0           | Métro d'Osaka : Imazatosuji | Asahi            | Osaka     |
| T14    | Sembayashi-Omiya         | 千林大宮           | 4,0           | | Asahi            | Osaka     |
| T15    | Sekime-Takadono          | 関目高殿           | 5,1           | | Asahi            | Osaka     |
| T16    | Noe-Uchindai             | 野江内代           | 5,9           | | Miyakojima       | Osaka     |
| T17    | Miyakojima               | 都島               | 7,2           | | Miyakojima       | Osaka     |
| T18    | Tenjimbashisuji 6-chome  | 天神橋筋六丁目     | 8,5           | Métro d'Osaka : Sakaisuji Hankyū : Senri | Kita             | Osaka     |
| T19    | Nakazakicho              | 中崎町             | 9,3           | | Kita             | Osaka     |
| T20    | Higashi-Umeda            | 東梅田             | 10,3          | Métro d'Osaka : Yotsubashi (à Nishi-Umeda), Midōsuji (à Umeda) Hankyū : Kōbe, Takarazuka, Kyōto (à Osaka-Umeda) Hanshin : Hanshin (à Osaka-Umeda) JR West : JR Kyōto, JR Kōbe, Fukuchiyama, ligne circulaire d'Osaka (à Osaka), JR Tōzai (à Kitashinchi) | Kita             | Osaka     |
| T21    | Minami-Morimachi         | 南森町             | 11,5          | Métro d'Osaka : Sakaisuji JR West : JR Tōzai (à Ōsakatemmangū) | Kita             | Osaka     |
| T22    | Temmabashi               | 天満橋             | 13,1          | Keihan : Keihan, Nakanoshima | Chūō             | Osaka     |
| T23    | Tanimachi 4-chome        | 谷町四丁目         | 13,8          | Métro d'Osaka : Chūō | Chūō             | Osaka     |
| T24    | Tanimachi 6-chome        | 谷町六丁目         | 14,6          | Métro d'Osaka : Nagahori Tsurumi-ryokuchi | Chūō             | Osaka     |
| T25    | Tanimachi 9-chome        | 谷町九丁目         | 15,5          | Métro d'Osaka : Sennichimae Kintetsu : Namba, Nara, Osaka (à Osaka-Uehommachi) | Tennōji          | Osaka     |
| T26    | Shitennoji-mae Yuhigaoka | 四天王寺前夕陽ヶ丘 | 16,5          | | Tennōji          | Osaka     |
| T27    | Tennoji                  | 天王寺             | 17,6          | Métro d'Osaka : Midōsuji JR West : Ligne circulaire d'Osaka, Hanwa, Yamatoji Kintetsu : Minami Osaka (à Osaka-Abenobashi) Tramway d'Osaka : Uemachi | Tennōji          | Osaka     |
| T28    | Abeno                    | 岸里               | 18,2          | Tramway d'Osaka : Uemachi | Abeno            | Osaka     |
| T29    | Fuminosato               | 文の里             | 19,3          | | Abeno            | Osaka     |
| T30    | Tanabe                   | 田辺               | 20,3          | | Higashisumiyoshi | Osaka     |
| T31    | Komagawa-Nakano          | 駒川中野           | 21,3          | | Higashisumiyoshi | Osaka     |
| T32    | Hirano                   | 平野               | 23,0          | | Hirano           | Osaka     |
| T33    | Kire-Uriwari             | 喜連瓜破           | 24,4          | | Hirano           | Osaka     |
| T34    | Deto                     | 出戸               | 25,7          | | Hirano           | Osaka     |
| T35    | Nagahara                 | 長原               | 26,9          | | Hirano           | Osaka     |
| T36    | Yaominami                | 八尾南             | 28,1          | | Yao              | Yao       |

## Matériel roulant
La ligne Tanimachi utilise :
- 27 rames de 6 voitures de série 22 (mise en circulation en 1990)
- 13 rames de 6 voitures de série 30000 (mise en circulation en 2009)

### Matériel roulant en service
Quatre types de rames de métro circulent sur la ligne Midōsuji, les rames sont organisées en formation de 10 voitures.
| Série | Livraison   | Constructeur                                                                           | Nombre de rames | Nombre de voitures par rame | Photo |
| ----- | ----------- | -------------------------------------------------------------------------------------- | --------------- | --------------------------- | ----- |
| 22    | 1984 - 1998 | Hitachi, Kawasaki Hevay Industries, Kinki Sharyo, Nippon Sharyo, Tokyu Car Corporation | 105             | 10                          |       |
| 30000 | 2008 - 2023 | Kawasaki Hevay Industries, Kinki Sharyo                                                | 45              | 10                          |       |

### Matériel roulant retiré du service
| Série | Livraison   | Suppression | Constructeur                                                                           | Nombre de rames | Nombre de voitures par rame | Photo |
| ----- | ----------- | ----------- | -------------------------------------------------------------------------------------- | --------------- | --------------------------- | ----- |
| 20    | 1989        | 2006        | Hitachi, Kawasaki Hevay Industries, Kinki Sharyo, Tokyu Car Corporation                | 9               | 6                           |       |
| 30    | 1967 - 1976 | 2009 - 2013 | Hitachi, Kawasaki Hevay Industries, Kinki Sharyo, Nippon Sharyo, Tokyu Car Corporation | 13              | 8 à 9                       |       |